# Mohawk holandés
El holandés Mohawk (o Mohawk holandés) es una lengua criolla de origen neerlandés, ahora extinta, hablada principalmente durante el siglo XVII al oeste de Albany, Nueva York, en el área alrededor del río Mohawk, por los colonos holandeses que comerciaban con la población local de la nación Mohawk o, en menor medida, se mezclaban con ella.
En el apogeo de la colonia norteamericana de Nuevos Países Bajos de la Provincias Unidas de los Países Bajos se llegaban a hablar 18 idiomas dentro del territorio controlado por los holandeses.  Los colonos holandeses frecuentemente se casaban con mujeres indígenas, generalmente de la tribu Mohawk, con quienes eran aliados.  Los niños resultantes a menudo vagaban entre el territorio de la Confederación Iroquesa y Nuevos Países Bajos, formando entre ellos una lengua criolla que tomaba elementos de ambas lenguas.
Se registró una nana que supuestamente estaba en holandés mohawk como parte de la investigación para el Diccionario de inglés regional estadounidense;  siendo principalmente alemana con un sufijo diminutivo holandés (cuyo equivalente alemán también aparece), una palabra holandesa y una palabra ("baby") que probablemente proviene de un idioma local.